# Guy de Mesquita

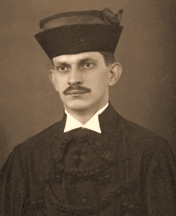
Guy de Mesquita - 1945

Guy de Mesquita (Cuiabá, 1916 — Campo Grande, 1975) foi um magistrado e jurista brasileiro, formado pela Faculdade de Direito de Niterói atual Faculdade de Direito da Universidade Federal Fluminense (UFF)  do Rio de Janeiro, em 1945. Desembargador do Tribunal de Justiça de Mato Grosso.
Exerceu a função de Juiz de Direito das comarcas de Santo Antônio de Leverger em Mato Grosso (1955 — 1957) e, Maracaju (1949 — 1954) e Campo Grande (1958 — 1970), no Mato Grosso do Sul. Promovido a desembargador em 1970, aposentou-se em 1973.

## Família
Guy de Mesquita é o terceiro de uma geração de desembargadores mato-grossenses, sendo neto, pelo lado materno, do desembargador João Carlos Pereira Leite e filho do desembargador José Barnabé de Mesquita, com Ana Jacintha Pereira Leite, e neto de Amélia de Cerqueira Pereira Leite. Os seus pais se casaram em 1915, e na época seu pai se dedicava a advocacia, sendo sócio de Estevão de Mendonça, com escritório na Praça da República.
Casou-se com Lucy Lobato, filha da viúva Eurídice Fortes Lobato, da cidade de Juiz de Fora. O casamento ocorreu em dia 15 de maio de 1946 no Rio de Janeiro. Colou grau  no dia 12 de dezembro de 1946, e pouco depois, retornou para Mato Grosso.

## Referencias bibliográficas
- José de Mesquita  - Genealogia Mato-grossense
- Luis-Philippe Pereira Leite - Vila Maria dos Meus Maiores